# シリアル通信
シリアル通信（シリアルつうしん、英: Serial communication）は、電気通信において伝送路上を一度に1ビットずつ、逐次的にデータを送ることをいう。また、コンピュータにおいては、バス上を一度に1ビットずつ、逐次的にデータを送ることをいう。対照的にパラレル通信では、何らかの文字や記号を表すビット群が一度に送られる。シリアル通信は長距離の通信やコンピュータネットワークで使われる。これは、電線の本数を減らすためであり、同時にパラレル通信を長距離で使うと同期が困難になるためである。バスは、一段上の速度を実現する際にシリアルバスとして実現され、技術が成熟してくるとその速度でパラレルバスが可能になるということを繰り返してきた。

## テレタイプ・システム
標準テレタイプ・システムは、テレックスと呼ばれる自動電報システムとして発展した。コンピュータが一般化すると、UARTを使ったシリアルポートという入出力機器でこのシリアル通信システムに接続されるようになった。通信ハードウェアの発展は、ソフトウェアやオペレーティングシステムの性質にも影響を与え続け、データは文字の並びとして扱われることが多い。

## シリアルバス
集積回路（IC）はピン数が増えるほど高価になる。ピン数を減らすため、ICでは速度が重視されないデータ転送にはシリアルバスを使うことが多い。そのような低コストのシリアルバスとして、SPI、I²C、1-Wire 等がある。

## シリアルとパラレル
コンピュータ間やコンピュータの部品間の通信リンクは、シリアルの場合とパラレルの場合がある。パラレルリンクは複数のデータストリームからなり、それぞれが個別の伝送路（配線、基板上のプリントされた配線、光ファイバーなど）で転送される。それに対してシリアルリンクでは、単一のデータストリームで転送が行われる。
チップ内部やプリント基板の中など、近距離で安定した場合は、パラレルの方がシリアルより高速である。ただし、距離が長くなったり、伝送路の電気的特性が悪い場合はシリアルリンクの方がパラレルリンクよりも高クロック化が容易であり、高データ転送レートを容易に実現できる。これには以下のような要因が影響している。
- シリアルでは、伝送路間のクロックのずれという問題が起きない。
- シリアルでは、ケーブル本数が少なくて済み、場所をとらない。そのため、周囲のノイズを拾わないように対処することが容易である。
- シリアルでは、近接する導体が少ないため、漏話が問題になりにくい。

シリアルは低コストで実装できるため、多くの場合よりよい選択となる。

## シリアル通信アーキテクチャの例
- モールス符号 電報
- RS-232 （低速、シリアルポートで使われる）
- RS-422
- RS-485
- USB （中程度の速度、周辺機器とコンピュータ本体の接続に使われる）
- FireWire (IEEE 1394, i.LINK)
- イーサネット
- ファイバーチャネル （高速、ストレージとコンピュータ本体の接続に使われる）
- InfiniBand （非常に高速、PCI にほぼ匹敵する）
- MIDI （電子楽器制御用）
- DMX512 （劇場などの照明制御）
- Serial Attached SCSI
- シリアルATA
- PCI Express
- SONET と SDH （光ファイバーを使った高速通信）
- T-1, E-1 など （銅線対上の高速通信）
- Modbus
- JTAG
- SPI
- I²C

RS-232 標準に基づいた派生標準が数多くあり、それらはまとめて "RS-232" と呼ばれることもある。